# Eurorunner
Eurorunner je družina dizel-električnih lokomotiv srednjih do visokih moči, ki jih je proizvajal Siemens do leta 2012. V uporabi so od leta 2002 in so deloma podobne električnim lokomotivam Eurosprinter ES64F4.
Avstrijske železnice ÖBB so bile prvi večji naročnik stotih štiri-osnih lokomotiv ER20, ki so jim dali oznako ÖBB tip 2016 (vzdevek Hercules). Kasneje je Siemens predstavil težjo šest-osno verzijo ER20CF za Litvanske železnice. Na voljo je tudi močnejša ER30, vendar do leta 2010 ni dobila naročil.
Lokomotive poganja 16-valjni dizelski motor MTU 4000 z močjo 2000 kW. Motor se uporablja za pogon trifaznega alternatorja. Tok iz alternatorja se v usmerniku pretvori v enosmernega in zatem v trifaznega izmeničnega (vendar druge frekvence in napetosti) za pogon indukcijskih vlečnih motorjev. Motor MTU lahko v prostem teku izklopi polovico valjev za zmanjšanje porabe goriva in emisij.